# دنیازاد (دهانه)
دنیازاد نام دهانه‌ای بزرگ بر روی انسلادوس قمر زحل است. این دهانه به نام دنیازاد خواهر شهرزاد قصه‌گو در داستان‌های ایرانی هزار و یک شب نام گذاری شده است.
مکان این دهانه در ۴۱°۵۴′شمالی ۲۰۰°۳۶′غربی / ۴۱٫۹°شمالی ۲۰۰٫۶°غربی می‌باشد.